# 久之浜バイパス
久之浜バイパス（ひさのはまバイパス）は、国道6号福島県いわき市久之浜地区内の線形不良部分や狭隘トンネル部分を迂回するため、いわき市四倉地区 - 久之浜地区間のバイパスである。
国土交通省の文書では名称が久之浜バイパスだが、国道事務所の文書では久ノ浜バイパスとも。

## 概要

### 道路諸元
- 起点 : 福島県いわき市四倉町六丁目
- 終点 : 福島県いわき市久之浜町金ケ沢
- 延長 : 6.0 km
- 規格 : 第3種第1級
- 道路幅員 : 暫定13.5 m（完成22.5 m）
- 車線幅員 : 3.5 m
- 車線数 : 暫定2車線（完成4車線）
- 設計速度 : 80 km/h

### 概説
往復2車線区間が続く国道6号現道のいわき市中-北部区間は、とりわけJR四ツ倉駅以北において常磐線の線路と道路が海岸線を沿うように走り、このため国道6号現道では狭隘・線形不良区間が連続するほか、夏の海水浴シーズンには交通混雑やそれに伴う定時制・安全性の低下が大きな課題となっている。
そうした課題を解消すると同時に、2011年（平成13年）の東日本大震災の際に国道6号が津波で冠水した経験を踏まえ、災害に強い道路ネットワークの構築を目的として整備が進められているのが当該バイパスである。整備主体となっている国土交通省磐城国道事務所によれば、全体事業費は250億円（暫定2車線開通時170億円）で2030年度時点の計画交通量は20,100台/日、費用便益分析の結果はB/C=2.0としている。
整備工事はいわき市四倉町から県道白岩久之浜線と接続する同市久之浜町久之浜までのL=3.7 kmを1工区、同所からいわき市久之浜町金ケ沢までのL=2.3 kmを2工区として進められ、1999年（平成11年）に2工区が暫定2車線ながら完成供用している。
1工区では主要構造物となる新波立トンネルが既に完成しており、国道事務所では1工区の完成、すなわち2017年（平成29年）2月26日に全線開通となった。

## 歴史
- 1989年度（平成元年度） : 事業化[1]。
- 1995年度（平成7年度） : 2工区（いわき市久之浜町久之浜 - いわき市久之浜町金ケ沢間、L=2.3 km）の用地買収および工事着手[1]。
- 1999年（平成11）3月18日 : 2工区が暫定2車線で供用開始[1]。
- 2005年度（平成17年度） : 1工区（いわき市四倉町 - いわき市久之浜町久之浜間、L=3.7 km）の用地買収に着手[1]。
- 2007年度（平成19年度） : 1工区の工事に着手[1]。
- 2017年（平成29年）2月26日 : 1工区が暫定2車線で供用を開始し、これに伴い全線開通[3]。
- 2017年（平成29年）4月1日 : 久之浜バイパスと並行する国道6号の現道区間が国土交通省管理から福島県管理への移管に伴い、福島県道395号四倉久之浜線に変更[4]。

## 路線状況

### 道路構造物
江之網橋
- 全長：61.5 m
- 幅員：11.8 m
- 竣工：2009年（平成21年）[5]

久之浜町田之網字江之網に位置し、市道江之網1号線を渡る。
新波立トンネル
- 全長：190.0 m
- 幅員：8.0 m
- 工法：新オーストリアトンネル工法（NATM）[6]
- 施工：大日本土木[7]

久之浜町田之網字江之網、字鷹ノ巣に位置する。
田之網跨線橋
- 全長：148.0 m
  - 主径間：54.0 m
- 幅員：8.5（11.0 m）
- 形式：3径間鋼連続箱桁橋
- 竣工：2012年（平成24年）
- 施工：日鉄トピーブリッジ[8]

久之浜町田之網字南作にてJR常磐線と周辺の市道、普通河川横内川を渡る。
古内橋
- 全長：173.0 m
- 幅員：11.0 m
- 竣工：2013年（平成25年）[5]

久之浜町田之網字小豆田から字古内に至り、普通河川浜川と周囲の市道を渡る。
連郷大橋
- 全長：276.5 m
  - 主径間：53.7 m
- 形式：6径間鋼連続鈑桁橋
- 竣工：1997年（平成9年）
- 施工：片山ストラテック[9]

久之浜町久之浜字連郷から大久町小久字連郷に至り、二級水系大久川水系小久川と市道仲川南荒蒔線を渡る。
新大久川橋
- 全長：102.0 m
  - 主径間：75.9 m
- 形式：単純箱桁橋
- 竣工：1997年（平成9年）
- 施工：日本橋梁[10]

久之浜町久之浜字正蛇から大久町大久字吞口に至り、二級水系大久川と二級市道南畑田脇線を渡る。

## 地理

### 交差する道路
- 国道6号水戸方面・福島県道395号四倉久之浜線（起点・波立海岸入口交差点）
- 福島県道245号白岩久之浜線（連郷交差点）
- 福島県道246号折木筒木原久之浜線（米野交差点）
- 国道6号相馬方面・福島県道395号四倉久之浜線（終点・明不作交差点）